# Mirel Rădoi
Mirel Matei Rădoi (* 22. März 1981 in Drobeta Turnu Severin) ist ein ehemaliger rumänischer Fußballspieler und derzeitiger -trainer. Er bestritt insgesamt 310 Spiele in der rumänischen Liga 1, der saudi-arabischen Professional League, der UAE Arabian Gulf League in den Vereinigten Arabischen Emiraten und der katarischen Stars League. In den Jahren 2001, 2005 und 2006 gewann er mit Steaua Bukarest die rumänische Meisterschaft. Als Nationalspieler nahm er an der Europameisterschaft 2008 teil.
Seit August 2018 war Rădoi Trainer der rumänischen U-21-Nationalmannschaft. Ende 2019 wurde er Trainer der Rumänischen Fußballnationalmannschaft.

## Karriere

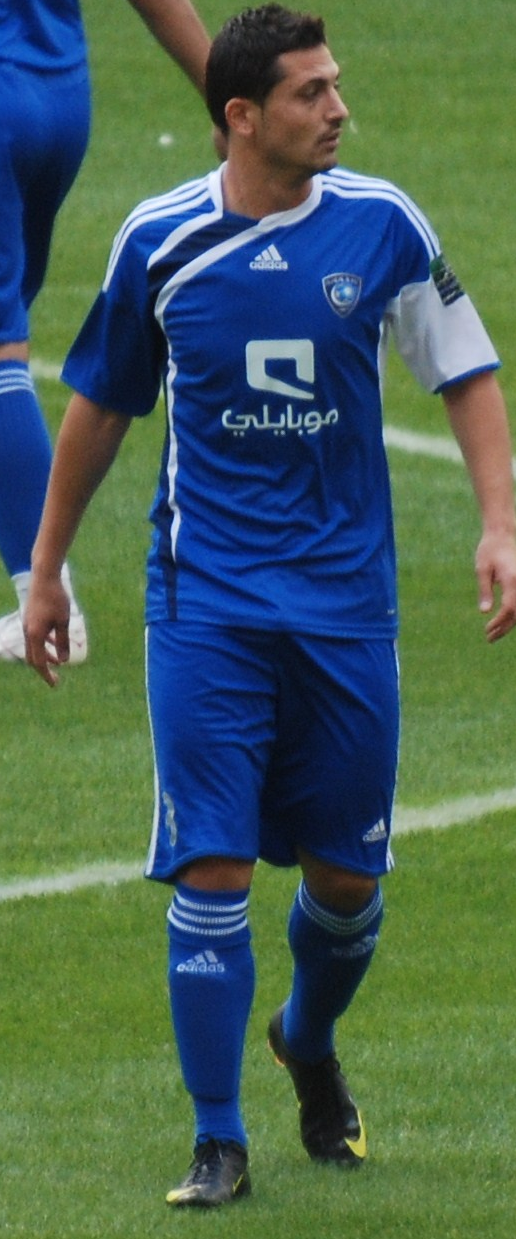
Rădoi im Al-Hilal-Trikot (2009)

### Verein
Mirel Rădoi begann seine Karriere in seiner Heimatstadt bei dem Zweitligisten FC Drobeta Turnu Severin. In der Winterpause der Saison 1999/2000 wechselte der defensive Mittelfeldspieler in die erste Liga zu FC Extensiv Craiova, konnte den Abstieg am Ende der Saison jedoch nicht verhindern. Anschließend wechselte er zu Steaua Bukarest, wo er bald Kapitän der Mannschaft wurde. Trotz mehrerer lukrativer Angebote aus dem Ausland war sein Verein erst im Januar 2009 bereit, Mirel Rădoi abzugeben. Er wechselte nach Saudi-Arabien zu Al Hilal. Am 24. Juni 2011 wurde Rădoi von Al Ain Club in den Vereinigten Arabischen Emiraten verpflichtet, drei Wochen nachdem dort Cosmin Olăroiu, sein ehemaliger Coach bei Steaua, Trainer geworden war.

### Nationalmannschaft
Rădoi debütierte im Jahr 2000 in der rumänischen Nationalmannschaft. Er ist mehrfacher Nationalspieler, wurde jedoch nach einem Streit mit dem Nationaltrainer eine Zeit lang nicht mehr für die Nationalmannschaft berufen. Nach mehr als einem Jahr Abstinenz gab er im Mai 2006 sein Comeback. Beim EM-Spiel Italien-Rumänien am 13. Juni 2008 zog er sich durch einen Kopfball-Zusammenstoß mit Răzvan Raț, einem weiteren rumänischen Spieler, einen Nasen- und Jochbeinbruch zu.

### Trainer
Im Juni 2015 beendete Rădoi seine aktive Laufbahn, um Cheftrainer von Steaua Bukarest zu werden. Ende November 2015 wurde er wieder entlassen und durch Laurențiu Reghecampf ersetzt. Am 3. August 2018 wurde Rădoi als neuer Trainer der rumänischen U-21-Nationalmannschaft vorgestellt.
Im November 2019 wurde Rădoi zum Trainer der Rumänischen Fußballnationalmannschaft berufen.

## Titel und Erfolge

### Verein
Steaua Bukarest
- Rumänischer Meister: 2001, 2005, 2006
- Rumänischer Supercup-Sieger: 2001, 2006
- Halbfinalist im UEFA-Pokal: 2006

 Al-Hilal Riad 
- Saudi-Arabischer Meister: 2010, 2011
- Saudischer Pokalsieger: 2009, 2010, 2011
- Halbfinalist der AFC Champions League: 2010

 Al-Ain 
- Meister der Vereinigten Arabischen Emirate: 2012, 2013
- VAE-Super-Cup-Sieger: 2012
- VAE-Pokalsieger: 2014